# Lista de presidentes da Bolívia
Esta é a lista de presidentes da Bolívia, desde a Declaração de Independência após a conclusão da Guerra de Independência (1825), até os dias atuais.

## Antecedentes
As origens da Bolívia são rastreáveis à Revolução de Chuquisaca, de 1809, no Alto Peru, seguida pela revolução La Paz no mesmo ano, que fazia parte das guerras de independência da América Latina contra os governos coloniais espanhóis. Apesar de outras lutas pela independência, os insurgentes imediatamente formaram um governo constitucional que rejeitou qualquer juramento ou compromisso com a Espanha. O governo rebelde também integrou todas as partes da população, incluindo mestiços e indígenas. No entanto, no início de 1810, os rebeldes foram derrotados, com seus líderes executados ou caçados, deixando os países vizinhos do Peru e Argentina lutando pelos controles das áreas do Alto Peru.
No início de 1825, o general Antonio José de Sucre liderou seu exército para o Alto Peru após seu triunfo na Batalha de Ayacucho, em 9 de dezembro de 1824, que encerrou o domínio espanhol sobre o Peru, entrando em La Paz em 9 de fevereiro de 1825. Após sua chegada, ele emitiu um decreto considerou o marco da independência boliviana, convocando uma "Assembleia Geral dos Deputados do Alto Peru" na cidade de Oruro (depois mudou-se para Chuquisaca, atual Sucre) para esclarecer o status político da província. Em 6 de agosto de 1825, os representantes votaram em três alternativas: anexação ao Peru, anexação à Argentina ou total independência e estabelecimento de um estado republicano. A grande maioria dos deputados optaram pela independência, e o Alto Peru foi declarado país no mesmo dia. O general Simón Bolívar era profundamente popular na região e foi imediatamente eleito pela Assembleia Geral como presidente. Para homenagear quem foi considerado um dos grandes libertadores, os delegados escolheram nomear o Alto Peru como "República de Bolívia", transformando-o na Bolívia em 3 de outubro de 1825, ecoando o delegado Manuel Martín Cruz que declarou "Si de Rômulo, Roma; de Bolívar, Bolívia).

## Presidentes da Bolívia
| Nº | Presidente                            | Presidente                        | Designação                                                                             | Período                                         | Vice-presidente                   | Referências                        |
| --- | ------------------------------------- | --------------------------------- | -------------------------------------------------------------------------------------- | ----------------------------------------------- | --------------------------------- | ---------------------------------- |
| — |                                       | José Mariano Serrano              | Assume a espera de Simón Bolívar                                                       | 6 de agosto de 1825 — 11 de agosto de 1825      | Inexistente                       |                                    |
| — |                                       | Antonio José de Sucre             | Assume a espera de Simón Bolívar                                                       | 11 de agosto de 1825 — 12 de agosto de 1825     | Inexistente                       |                                    |
| 1 |                                       | Simón Bolívar Palacios            | Proclamado pela Assembléia Constituinte Geral                                          | 12 de agosto de 1825 — 29 de dezembro de 1825   | Inexistente                       |                                    |
| 2 |                                       | Antonio José de Sucre             | Sucessão pré-institucional                                                             | 29 de dezembro de 1825 — 18 de abril de 1828    | Cargo Vago                        |                                    |
| 3 |                                       | José María Pérez de Urdininea     | Recebe o comando de Antonio José de Sucre                                              | 18 de abril de 1828 — 2 de agosto de 1828       | Cargo Vago                        |                                    |
| 4 |                                       | José Miguel de Velasco Franco     | Sucessão constitucional                                                                | 2 de agosto de 1828 — 18 de dezembro de 1828    | Cargo Vago                        |                                    |
| — |                                       | José Ramón de Loayza Pacheco      | Montagem Convencional                                                                  | 18 de dezembro de 1828 — 26 de dezembro de 1828 | Ele mesmo                         |                                    |
| 5 |                                       | Pedro Blanco Soto                 | Montagem Convencional                                                                  | 26 de dezembro de 1828 — 1 de janeiro de 1829   | José Ramón de Loayza Pacheco      |                                    |
| 6 |                                       | José Miguel de Velasco Franco     | Montagem Convencional                                                                  | 1 de janeiro de 1829 — 24 de maio de 1829       | Cargo Vago                        |                                    |
| 7 |                                       | Andrés de Santa Cruz Calahumana   | Recebe o comando de José Miguel de Velasco                                             | 24 de maio de 1829 — 17 de fevereiro de 1839    | José Miguel de Velasco Franco     |                                    |
| 7 | Assembleia Geral Constituinte de 1931 | Andrés de Santa Cruz Calahumana   |                                                                                        | 24 de maio de 1829 — 17 de fevereiro de 1839    | José Miguel de Velasco Franco     |                                    |
| 7 | Eleições gerais de 1835               | Andrés de Santa Cruz Calahumana   | Mariano Enrique Calvo Cuellar                                                          | 24 de maio de 1829 — 17 de fevereiro de 1839    |                                   |                                    |
| Anarquia entre 17 de fevereiro de 1839 e 22 de fevereiro de 1839 (5 dias).                                    |                                       |                                   |                                                                                        |                                                 |                                   |                                    |
| Liderança militar 22 de fevereiro de 1839 - 28 de dezembro de 1879 (40 anos, 10 meses, 6 dias)                |                                       |                                   |                                                                                        |                                                 |                                   |                                    |
| 8 |                                       | José Miguel de Velasco Franco     | Derruba Andrés de Santa Cruz                                                           | 22 de fevereiro de 1839 — 10 de junho de 1841   | Inexistente                       |                                    |
| 9 |                                       | Sebastián Ágreda                  | Derruba José Miguel de Velasco                                                         | 10 de junho de 1841 — 9 de julho de 1841        | Inexistente                       |                                    |
| 10 |                                       | Mariano Enrique Calvo Cuellar     | Recebe o comando de Sebastián Ágreda                                                   | 9 de julho de 1841 — 22 de setembro de 1841     | Inexistente                       |                                    |
| Anarquia entre 22 de setembro de 1841 e 27 de setembro de 1841 (5 dias).                                      |                                       |                                   |                                                                                        |                                                 |                                   |                                    |
| 11 |                                       | José Ballivián Segurola           | Derruba Mariano Enrique Calvo Cuellar                                                  | 27 de setembro de 1841 — 23 de dezembro de 1847 | Inexistente                       |                                    |
| 12 |                                       | Eusebio Guilarte Vera             | Sucessão constitucional (Presidente do Conselho Nacional)                              | 23 de dezembro de 1847 — 2 de janeiro de 1848   | Inexistente                       |                                    |
| Anarquia entre 2 de janeiro de 1848 e 18 de janeiro de 1848 (16 dias).                                        |                                       |                                   |                                                                                        |                                                 |                                   |                                    |
| 13 |                                       | José Miguel de Velasco Franco     | Derruba Eusebio Guilarte Vera                                                          | 18 de janeiro de 1848 — 6 de dezembro de 1848   | Inexistente                       |                                    |
| 14 |                                       | Manuel Isidoro Belzu Humerez      | Derruba José Miguel de Velasco Franco                                                  | 6 de dezembro de 1848 — 15 de agosto de 1855    | Inexistente                       |                                    |
| 15 |                                       | Jorge Córdova                     | Eleições gerais de 1855                                                                | 15 de agosto de 1855 — 9 de setembro de 1857    | Inexistente                       |                                    |
| 16 |                                       | José María Linares Lizarazu       | Derruba Jorge Córdova                                                                  | 9 de setembro de 1857 — 14 de janeiro de 1861   | Inexistente                       |                                    |
| — |                                       | José María Achá Valiente          | Derrubam José María Linares Lizarazu (Junta de Governo)                                | 14 de janeiro de 1861 — 4 de maio de 1861       | Inexistente                       |                                    |
| — | Ruperto Fernández                     |                                   | Derrubam José María Linares Lizarazu (Junta de Governo)                                | 14 de janeiro de 1861 — 4 de maio de 1861       | Inexistente                       |                                    |
| — | Manuel Antonio Sánchez                |                                   | Derrubam José María Linares Lizarazu (Junta de Governo)                                | 14 de janeiro de 1861 — 4 de maio de 1861       | Inexistente                       |                                    |
| 17 |                                       | José María Achá Valiente          | Assembléia Nacional Constituinte                                                       | 4 de maio de 1861 — 28 de dezembro de 1864      | Inexistente                       |                                    |
| 18 |                                       | Mariano Melgarejo Valencia        | Derruba José María Achá Valiente                                                       | 28 de dezembro de 1864 — 15 de janeiro de 1871  | Inexistente                       |                                    |
| 19 |                                       | Agustín Morales Hernández         | Derruba Mariano Melgarejo Valencia                                                     | 15 de janeiro de 1871 — 27 de novembro de 1872  | Inexistente                       |                                    |
| 20 |                                       | Tomás Frías Ametller              | Sucessão constitucional (Presidente do Conselho de Estado)                             | 28 de novembro de 1872 — 9 de maio de 1873      | Inexistente                       |                                    |
| 21 |                                       | Adolfo Ballivián Coll             | Eleições gerais de 1873                                                                | 9 de maio de 1873 — 31 de janeiro de 1874       | Inexistente                       |                                    |
| 22 |                                       | Tomás Frías Ametller              | Sucessão constitucional (Presidente do Conselho de Estado)                             | 31 de janeiro de 1874 — 4 de maio de 1876       | Inexistente                       |                                    |
| 23 |                                       | Hilarión Daza Groselle            | Derruba Tomás Frías Ametller                                                           | 4 de maio de 1876 — 28 de dezembro de 1879      | Cargo Vago                        |                                    |
| — |                                       | Pedro José Domingo de Guerra      | Recebe o comando de Hilarión Daza Groselle (Presidente do Conselho de Ministros)       | 17 de abril de 1879 — 10 de setembro de 1879    | Cargo Vago                        |                                    |
| Anarquia entre 28 de dezembro de 1879 e 19 de janeiro de 1880 (22 dias).                                      |                                       |                                   |                                                                                        |                                                 |                                   |                                    |
| 24 |                                       | Narciso Campero Leyes             | Proclamado por vários departamentos do país                                            | 19 de janeiro de 1880 — 4 de setembro de 1884   | 1.º Aniceto Arce Ruiz             |                                    |
| 24 | 2.º Belisario Salinas                 | Narciso Campero Leyes             | Proclamado por vários departamentos do país                                            | 19 de janeiro de 1880 — 4 de setembro de 1884   |                                   |                                    |
| 25 |                                       | Gregorio Pacheco Leyes            | Eleições gerais de 1884                                                                | 4 de setembro de 1884 — 15 de agosto de 1888    | 1.º Mariano Baptista Caserta      |                                    |
| 25 | 2.º Jorge Oblitas                     | Gregorio Pacheco Leyes            | Eleições gerais de 1884                                                                | 4 de setembro de 1884 — 15 de agosto de 1888    |                                   |                                    |
| 26 |                                       | Aniceto Arce Ruiz                 | Eleições gerais de 1888                                                                | 15 de agosto de 1888 — 11 de agosto de 1892     | 1.º José Manuel del Carpio        |                                    |
| 26 | 2.º Serapio Reyes Ortiz               | Aniceto Arce Ruiz                 | Eleições gerais de 1888                                                                | 15 de agosto de 1888 — 11 de agosto de 1892     |                                   |                                    |
| 27 |                                       | Mariano Baptista Caserta          | Eleições gerais de 1892                                                                | 11 de agosto de 1892 — 19 de agosto de 1896     | Severo Fernández Alonso Caballero |                                    |
| 28 |                                       | Severo Fernández Alonso Caballero | Eleições gerais de 1896                                                                | 19 de agosto de 1896 — 12 de abril de 1899      | 1.º Rafael Peña de Flores         |                                    |
| 28 | 2.º Jenaro Sanjinés                   | Severo Fernández Alonso Caballero | Eleições gerais de 1896                                                                | 19 de agosto de 1896 — 12 de abril de 1899      |                                   |                                    |
| Democracia · Liberais 12 de abril de 1899 - 12 de julho de 1920 (21 anos, 3 meses)                            |                                       |                                   |                                                                                        |                                                 |                                   |                                    |
| — |                                       | José Manuel Pando Solares         | Revolução Federal depõe Severo Fernández Alonso Caballero (Junta de Governo)           | 12 de abril de 1899 — 25 de outubro de 1899     | Cargo Vago                        |                                    |
| — | Serapio Reyes Ortiz                   |                                   | Revolução Federal depõe Severo Fernández Alonso Caballero (Junta de Governo)           | 12 de abril de 1899 — 25 de outubro de 1899     | Cargo Vago                        |                                    |
| — | Macario Pinilla Vargas                |                                   | Revolução Federal depõe Severo Fernández Alonso Caballero (Junta de Governo)           | 12 de abril de 1899 — 25 de outubro de 1899     | Cargo Vago                        |                                    |
| 29 |                                       | José Manuel Pando Solares         | Convenção Nacional                                                                     | 25 de outubro de 1899 — 14 de agosto de 1904    | 1.º Lucio Pérez Velasco           |                                    |
| 29 | 2.º Aníbal Capriles                   | José Manuel Pando Solares         | Convenção Nacional                                                                     | 25 de outubro de 1899 — 14 de agosto de 1904    |                                   |                                    |
| 30 |                                       | Ismael Montes Gamboa              | Eleições gerais de 1904                                                                | 14 de agosto de 1904 — 12 de agosto de 1909     | 1.º Eliodoro Villazón Montaño     |                                    |
| 30 | 2.º Valentín Abecia                   | Ismael Montes Gamboa              | Eleições gerais de 1904                                                                | 14 de agosto de 1904 — 12 de agosto de 1909     |                                   |                                    |
| 31 |                                       | Eliodoro Villazón Montaño         | Eleições gerais de 1909                                                                | 12 de agosto de 1909 — 14 de agosto de 1913     | 1.º Macario Pinilla               |                                    |
| 31 | 2.º Juan Misael Saracho               | Eliodoro Villazón Montaño         | Eleições gerais de 1909                                                                | 12 de agosto de 1909 — 14 de agosto de 1913     |                                   |                                    |
| 32 |                                       | Ismael Montes Gamboa              | Eleições gerais de 1913                                                                | 14 de agosto de 1913 — 15 de agosto de 1917     | 1.º Juan Misael Saracho           |                                    |
| 32 | 2.º José Carrasco                     | Ismael Montes Gamboa              | Eleições gerais de 1913                                                                | 14 de agosto de 1913 — 15 de agosto de 1917     |                                   |                                    |
| 33 |                                       | José Gutiérrez Guerra             | Eleições gerais de 1917                                                                | 15 de agosto de 1917 — 12 de julho de 1920      | 1.º Ismael Vázquez Virreira       |                                    |
| 33 | 2.º José Santos Quinteros             | José Gutiérrez Guerra             | Eleições gerais de 1917                                                                | 15 de agosto de 1917 — 12 de julho de 1920      |                                   |                                    |
| Democracia · Republicanos 13 de julho de 1920 - 16 de maio de 1936 (15 anos, 10 meses, 3 dias)                |                                       |                                   |                                                                                        |                                                 |                                   |                                    |
| — |                                       | Bautista Saavedra Mallea          | Derrubam José Gutiérrez Guerra (Junta de Governo)                                      | 13 de julho de 1920 — 28 de janeiro de 1921     | Cargo Vago                        |                                    |
| — | José María Escalier                   |                                   | Derrubam José Gutiérrez Guerra (Junta de Governo)                                      | 13 de julho de 1920 — 28 de janeiro de 1921     | Cargo Vago                        |                                    |
| — | José Manuel Ramírez Martínez          |                                   | Derrubam José Gutiérrez Guerra (Junta de Governo)                                      | 13 de julho de 1920 — 28 de janeiro de 1921     | Cargo Vago                        |                                    |
| 34 |                                       | Bautista Saavedra Mallea          | Convenção nacional                                                                     | 28 de janeiro de 1921 — 3 de setembro de 1925   | Não assumiu                       |                                    |
| 35 |                                       | Felipe Segundo Guzmán             | Sucessão constitucional como presidente do senado federal                              | 3 de setembro de 1925 — 10 de janeiro de 1926   | Cargo Vago                        |                                    |
| 36 |                                       | Hernando Siles Reyes              | Eleições gerais de 1925                                                                | 10 de janeiro de 1926 — 28 de maio de 1930      | Abdón Saavedra Mallea             |                                    |
| Sucessão inconstitucional (28 de maio de 1930 a 28 de junho de 1930)                                          |                                       |                                   |                                                                                        |                                                 |                                   |                                    |
| — |                                       | Conselho de Ministros             | Sucessão inconstitucional                                                              | 28 de junho de 1930                             | Cargo Vago                        |                                    |
| 37 |                                       | Carlos Blanco Galindo             | Derruba o conselho de ministros (Presidente da Junta de Governo)                       | 28 de junho de 1930 — 5 de março de 1931        | Cargo Vago                        |                                    |
| 38 |                                       | Daniel Salamanca Urey             | Eleições gerais de 1931                                                                | 5 de março de 1931 — 1 de dezembro de 1934      | José Luis Tejada Sorzano          |                                    |
| 39 |                                       | José Luis Tejada Sorzano          | Sucessão inconstitucional                                                              | 1 de dezembro de 1934 — 16 de maio de 1936      | Cargo Vago                        |                                    |
| Transição da Velha Ordem / Revolução 16 de maio de 1936 - 11 de abril de 1952 (15 anos, 10 meses, 26 dias)    |                                       |                                   |                                                                                        |                                                 |                                   |                                    |
| — |                                       | Germán Busch Becerra              | Derruba José Luis Tejada Sorzano (Presidente da Junta de Governo)                      | 16 de maio de 1936 — 22 de maio de 1936         | Cargo Vago                        |                                    |
| 40 |                                       | David Toro Ruilova                | Derruba José Luis Tejada Sorzano (Presidente da Junta de Governo)                      | 22 de maio de 1936 — 13 de julho de 1937        | Cargo Vago                        |                                    |
| 41 |                                       | Germán Busch Becerra              | Derruba David Toro Ruilova (Presidente da Junta de Governo)                            | 13 de julho de 1937 — 23 de agosto de 1939      | Enrique Baldivieso Aparicio       |                                    |
| 42 |                                       | Carlos Quintanilla Quiroga        | O comando é jogado após a morte de Germán Busch Becerra                                | 23 de agosto de 1939 — 15 de abril de 1940      | Inexistente                       |                                    |
| 43 |                                       | Enrique Peñaranda del Castillo    | Eleições gerais de 1940                                                                | 15 de abril de 1940 — 20 de dezembro de 1943    | Inexistente                       |                                    |
| 44 |                                       | Gualberto Villarroel López        | Derruba Enrique Peñaranda del Castillo (Presidente da Junta de Governo)                | 20 de dezembro de 1943 — 21 de julho de 1946    | Julian V. Montellano Carrasco     |                                    |
| 45 |                                       | Néstor Guillén Olmos              | Levantamento popular depõe Gualberto Villarroel López (Presidente da Junta de Governo) | 21 de julho de 1946 — 17 de agosto de 1946      | Cargo Vago                        |                                    |
| 46 |                                       | Tomás Monje Gutiérrez             | Recebe o comando de Néstor Guillén Olmos (Presidente da Junta de Governo)              | 17 de agosto de 1946 — 10 de março de 1947      | Cargo Vago                        |                                    |
| 47 |                                       | Enrique Hertzog Garaizabal        | Eleições gerais de 1947                                                                | 10 de março de 1947 — 24 de outubro de 1949     | Mamerto Urriolagoitia Harriague   |                                    |
| 48 |                                       | Mamerto Urriolagoitia Harriague   | Sucessão constitucional como vice-presidente                                           | 24 de outubro de 1949 — 16 de maio de 1951      | Cargo Vago                        |                                    |
| 49 |                                       | Hugo Ballivián Rojas              | Recebe o comando de Mamerto Urriolagoitia Harriague (Presidente da Junta de Governo)   | 16 de maio de 1951 — 11 de abril de 1952        | Cargo Vago                        |                                    |
| Revolução Nacional 11 de abril de 1952 - 4 de novembro de 1964 (12 anos, 6 meses, 24 dias)                    |                                       |                                   |                                                                                        |                                                 |                                   |                                    |
| — |                                       | Hernán Siles Zuazo                | Revolução nacional depõe Hugo Ballivián Rojas                                          | 11 de abril de 1952 — 15 de abril de 1952       | Ele mesmo                         |                                    |
| 50 |                                       | Víctor Paz Estenssoro             | Revolução nacional depõe Hugo Ballivián Rojas                                          | 15 de abril de 1952 — 6 de agosto de 1956       | Hernán Siles Zuazo                |                                    |
| 51 |                                       | Hernán Siles Zuazo                | Eleições gerais de 1956                                                                | 6 de agosto de 1956 — 6 de agosto de 1960       | Ñuflo Chávez Ortiz                |                                    |
| 52 |                                       | Víctor Paz Estenssoro             | Eleições gerais de 1960                                                                | 6 de agosto de 1960 — 4 de novembro de 1964     | Juan Lechín Oquendo               |                                    |
| 52 | Eleições gerais de 1964               | Víctor Paz Estenssoro             | René Barrientos Ortuño                                                                 | 6 de agosto de 1960 — 4 de novembro de 1964     |                                   |                                    |
| Ditadura militar 5 de novembro de 1964 - 21 de julho de 1978 (13 anos, 8 meses, 16 dias)                      |                                       |                                   |                                                                                        |                                                 |                                   |                                    |
| — |                                       | René Barrientos Ortuño            | Derruba Víctor Paz Estenssoro (Junta de Governo)                                       | 5 de novembro de 1964                           | Cargo Vago                        |                                    |
| — |                                       | Alfredo Ovando Candia             | Derruba Víctor Paz Estenssoro (Junta de Governo)                                       | 5 de novembro de 1964                           | Cargo Vago                        |                                    |
| 53 |                                       | René Barrientos Ortuño            | Derruba Víctor Paz Estenssoro (Presidente da Junta de Governo)                         | 5 de novembro de 1964 — 26 de maio de 1965      | Cargo Vago                        |                                    |
| — |                                       | René Barrientos Ortuño            | A co-presidência é estabelecida                                                        | 26 de maio de 1965 — 2 de janeiro de 1966       | Cargo Vago                        |                                    |
| — | Alfredo Ovando Candia                 |                                   | A co-presidência é estabelecida                                                        | 26 de maio de 1965 — 2 de janeiro de 1966       | Cargo Vago                        |                                    |
| 54 |                                       | Alfredo Ovando Candia             | A co-presidência é eliminada                                                           | 2 de janeiro de 1966 — 6 de dezembro de 1966    | Cargo Vago                        |                                    |
| 55 |                                       | René Barrientos Ortuño            | Eleições gerais de 1966                                                                | 6 de dezembro de 1966 — 27 de abril de 1969     | Luis Adolfo Siles Salinas         |                                    |
| 56 |                                       | Luis Adolfo Siles Salinas         | Sucessão constitucional como vice-presidente                                           | 27 de abril de 1969 — 26 de setembro de 1969    | Cargo Vago                        |                                    |
| 57 |                                       | Alfredo Ovando Candia             | Derruba Luis Adolfo Siles Salinas                                                      | 26 de setembro de 1969 — 6 de outubro de 1970   | Cargo Vago                        |                                    |
| — |                                       | Efraín Guachalla Ibáñez           | Derrubam Alfredo Ovando Candia (Junta de Governo)                                      | 6 de outubro de 1970                            | Cargo Vago                        |                                    |
| — | Fernando Sattori Ribera               |                                   | Derrubam Alfredo Ovando Candia (Junta de Governo)                                      | 6 de outubro de 1970                            | Cargo Vago                        |                                    |
| — | Alberto Albarracín Crespo             |                                   | Derrubam Alfredo Ovando Candia (Junta de Governo)                                      | 6 de outubro de 1970                            | Cargo Vago                        |                                    |
| 58 |                                       | Juan José Torres Gonzáles         | Derruba a junta de governo                                                             | 7 de outubro de 1970 — 21 de agosto de 1971     | Cargo Vago                        |                                    |
| 59 |                                       | Hugo Banzer Suárez                | Derruba Juan José Torres Gonzáles                                                      | 21 de agosto de 1971 — 21 de julho de 1978      | Cargo Vago                        |                                    |
| Ditadura / Transição para a Democracia 21 de julho de 1978 - 10 de outubro de 1982 (4 anos, 2 meses, 19 dias) |                                       |                                   |                                                                                        |                                                 |                                   |                                    |
| — |                                       | Víctor González Fuentes           | Recebem o comando de Hugo Banzer Suárez (Junta de Governo)                             | 21 de julho de 1978                             | Cargo Vago                        |                                    |
| — | Alfonso Villalpando Armaza            |                                   | Recebem o comando de Hugo Banzer Suárez (Junta de Governo)                             | 21 de julho de 1978                             | Cargo Vago                        |                                    |
| — | Foto de Gutemberg Barroso Hurtado     | Gutemberg Barroso Hurtado         | Recebem o comando de Hugo Banzer Suárez (Junta de Governo)                             | 21 de julho de 1978                             | Cargo Vago                        |                                    |
| 60 |                                       | Juan Pereda Asbún                 | Derruba Hugo Banzer Suárez                                                             | 21 de julho de 1978 — 24 de novembro de 1978    | Cargo Vago                        |                                    |
| 61 |                                       | David Padilla Arancibia           | Derruba Juan Pereda Asbún                                                              | 24 de novembro de 1978 — 8 de agosto de 1979    | Cargo Vago                        |                                    |
| 62 |                                       | Wálter Guevara Arze               | Congresso nacional                                                                     | 8 de agosto de 1979 — 1 de novembro de 1979     | Cargo Vago                        |                                    |
| 63 |                                       | Alberto Natusch Busch             | Derruba Wálter Guevara Arze                                                            | 1 de novembro de 1979 — 16 de novembro de 1979  | Cargo Vago                        |                                    |
| 64 |                                       | Lidia Gueiler Tejada              | Congresso nacional                                                                     | 16 de novembro de 1979 — 17 de julho de 1980    | Cargo Vago                        |                                    |
| 65 |                                       | Luis García Meza Tejada           | Derruba Lidia Gueiler Tejada (Presidente da Junta de Governo)                          | 17 de julho de 1980 — 4 de agosto de 1981       | Cargo Vago                        |                                    |
| — |                                       | Celso Torrelio Villa              | Recebe o comando de Luis García Meza Tejada (Junta de Governo)                         | 4 de agosto de 1981 — 4 de setembro de 1981     | Cargo Vago                        |                                    |
| — | Waldo Bernal Pereira                  |                                   | Recebe o comando de Luis García Meza Tejada (Junta de Governo)                         | 4 de agosto de 1981 — 4 de setembro de 1981     | Cargo Vago                        |                                    |
| — | Óscar Pammo Rodríguez                 |                                   | Recebe o comando de Luis García Meza Tejada (Junta de Governo)                         | 4 de agosto de 1981 — 4 de setembro de 1981     | Cargo Vago                        |                                    |
| 66 |                                       | Celso Torrelio Villa              | Recebe o comando da junta de governo                                                   | 4 de setembro de 1981 — 19 de julho de 1982     | Cargo Vago                        |                                    |
| — |                                       | Ángel Mariscal Gómez              | Recebem o comando de Celso Torrelio Villa (Junta de Governo)                           | 19 de julho de 1982 — 21 de julho de 1982       | Cargo Vago                        |                                    |
| — | Natalio Morales Mosquera              |                                   | Recebem o comando de Celso Torrelio Villa (Junta de Governo)                           | 19 de julho de 1982 — 21 de julho de 1982       | Cargo Vago                        |                                    |
| — | Óscar Pammo Rodríguez                 |                                   | Recebem o comando de Celso Torrelio Villa (Junta de Governo)                           | 19 de julho de 1982 — 21 de julho de 1982       | Cargo Vago                        |                                    |
| 67 |                                       | Guido Vildoso                     | Recebe o comando de Celso Torrelio Villa                                               | 21 de julho de 1982 — 10 de outubro de 1982     | Cargo Vago                        |                                    |
| 68 |                                       | Hernán Siles                      | Eleições gerais de 1980                                                                | 10 de outubro de 1982 — 6 de agosto de 1985     | Jaime Paz Zamora                  |                                    |
| 69 |                                       | Víctor Paz Estenssoro             | Eleições gerais de 1985                                                                | 6 de agosto de 1985 — 6 de agosto de 1989       | Julio Garrett Ayllón              |                                    |
| 70 |                                       | Jaime Paz Zamora                  | Eleições gerais de 1989                                                                | 6 de agosto de 1989 — 6 de agosto de 1993       | Luis Ossio Sanjinés               |                                    |
| 71 |                                       | Gonzalo Sánchez de Lozada         | Eleições gerais de 1993                                                                | 6 de agosto de 1993 — 6 de agosto de 1997       | Víctor Hugo Cárdenas Conde        |                                    |
| 72 |                                       | Hugo Banzer                       | Eleições gerais de 1997                                                                | 6 de agosto de 1997 — 7 de agosto de 2001       | Jorge Quiroga                     |                                    |
| 73 |                                       | Jorge Quiroga                     | Sucessão constitucional como vice-presidente                                           | 7 de agosto de 2001 — 6 de agosto de 2002       | Cargo Vago                        |                                    |
| 74 |                                       | Gonzalo Sánchez de Lozada         | Eleições gerais de 2002                                                                | 6 de agosto de 2002 — 17 de outubro de 2003     | Carlos Mesa                       |                                    |
| 75 |                                       | Carlos Mesa                       | Sucessão constitucional como vice-presidente                                           | 17 de outubro de 2003 — 9 de março de 2005      | Cargo Vago                        |                                    |
| 76 |                                       | Eduardo Rodríguez                 | Sucessão constitucional como presidente do Supremo Tribunal de Justiça da Bolívia      | 9 de março de 2005 — 22 de janeiro de 2006      | Cargo Vago                        |                                    |
| 77 |                                       | Evo Morales                       | Eleições gerais de 2005                                                                | 22 de janeiro de 2006 — 10 de novembro de 2019  | Álvaro García Linera              | [ 6 ] [ 7 ]                        |
| 77 | Eleições gerais de 2009               | Evo Morales                       | [ 8 ]                                                                                  | 22 de janeiro de 2006 — 10 de novembro de 2019  | Álvaro García Linera              |                                    |
| 77 | Eleições gerais de 2014               | Evo Morales                       | [ 9 ] [ 10 ]                                                                           | 22 de janeiro de 2006 — 10 de novembro de 2019  | Álvaro García Linera              |                                    |
| 78 |                                       | Jeanine Áñez                      | Sucessão constitucional como segunda vice-presidente do Senado                         | 12 de novembro de 2019 — 8 de novembro de 2020  | Cargo Vago                        | [ 11 ] [ 12 ] [ 13 ] [ 14 ] [ 15 ] |
| 79 |                                       | Luis Arce                         | Eleições gerais de 2020                                                                | 8 de novembro de 2020 — até a atualidade        | David Choquehuanca                | [ 16 ]                             |

## Ex-presidentes vivos
Até os dias atuais, existem 8 ex-presidentes bolivianos vivos, são eles, por ordem de serviço:

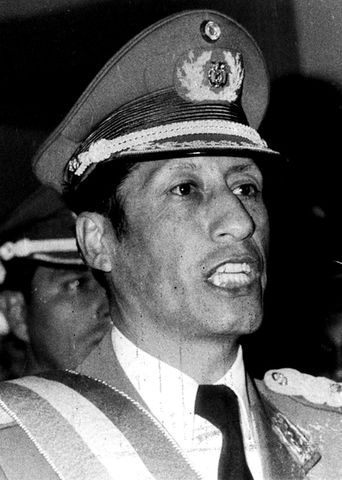
Guido Vildoso Calderón (1982) Idade: 88 anos
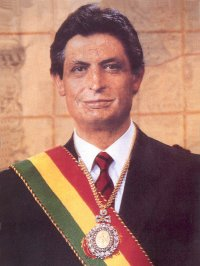
Jaime Paz Zamora (1989–1993) Idade: 86 anos
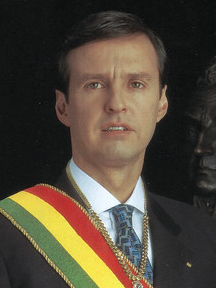
Jorge Quiroga (2001–2002) Idade: 65 anos
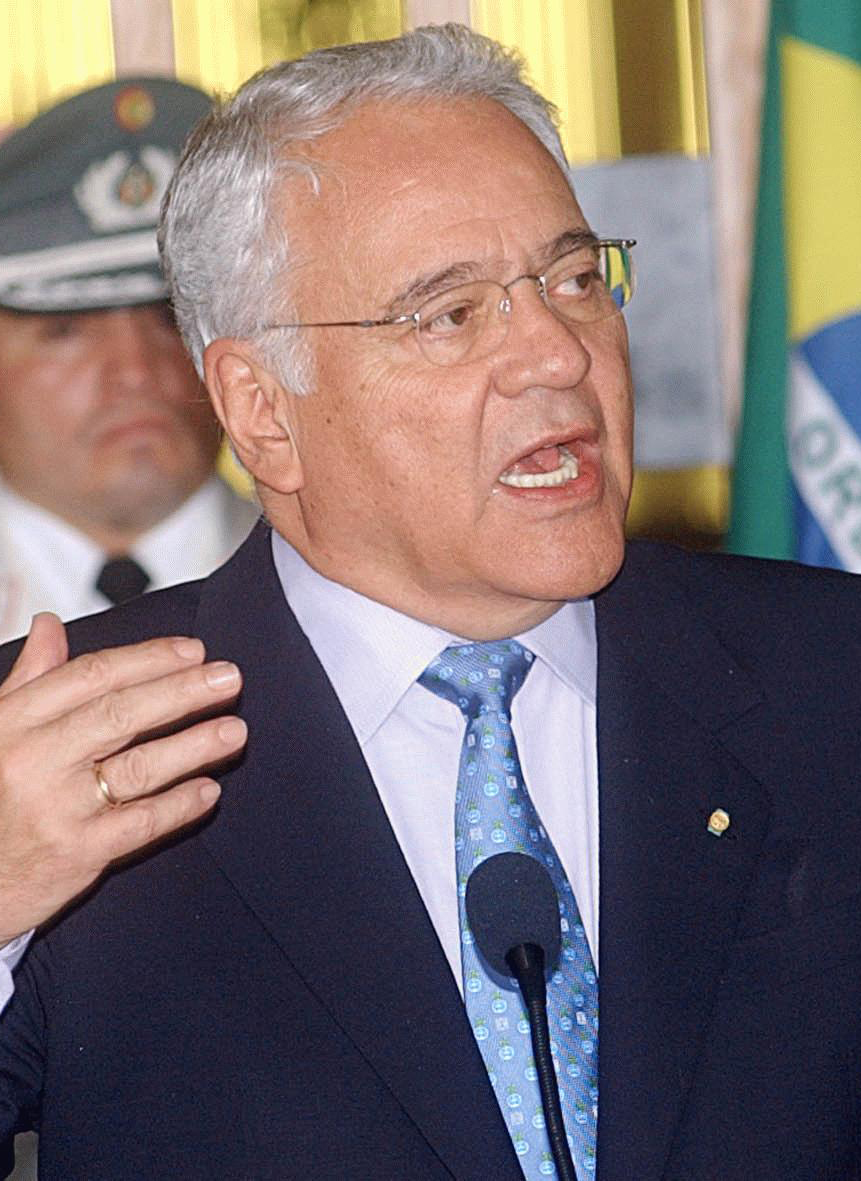
Gonzalo Sánchez de Lozada (1993/1997–2002/2003) Idade: 95 anos
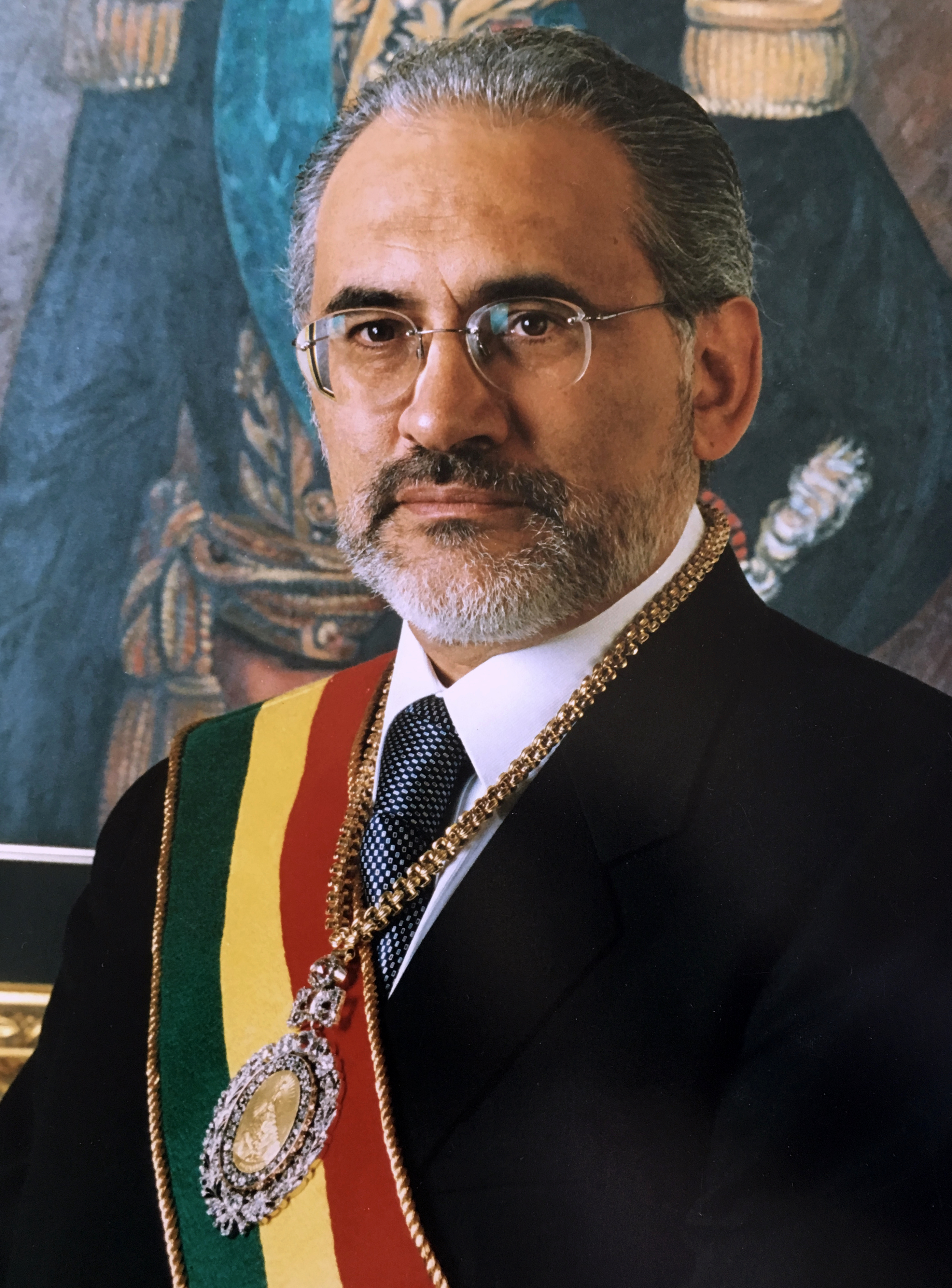
Carlos Mesa (2003–2005) Idade: 72 anos
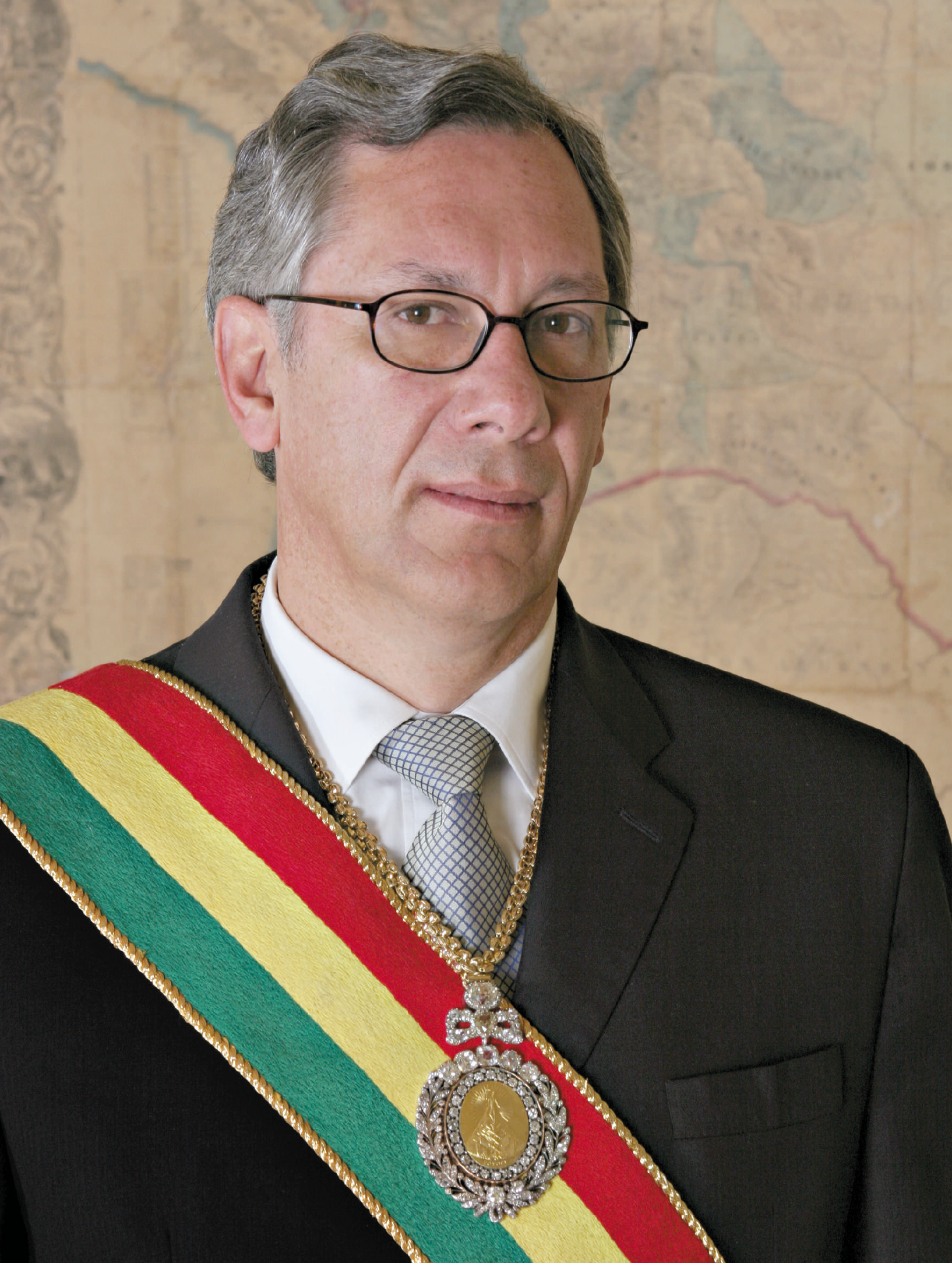
Eduardo Rodríguez Veltzé (2005–2006) Idade: 69 anos
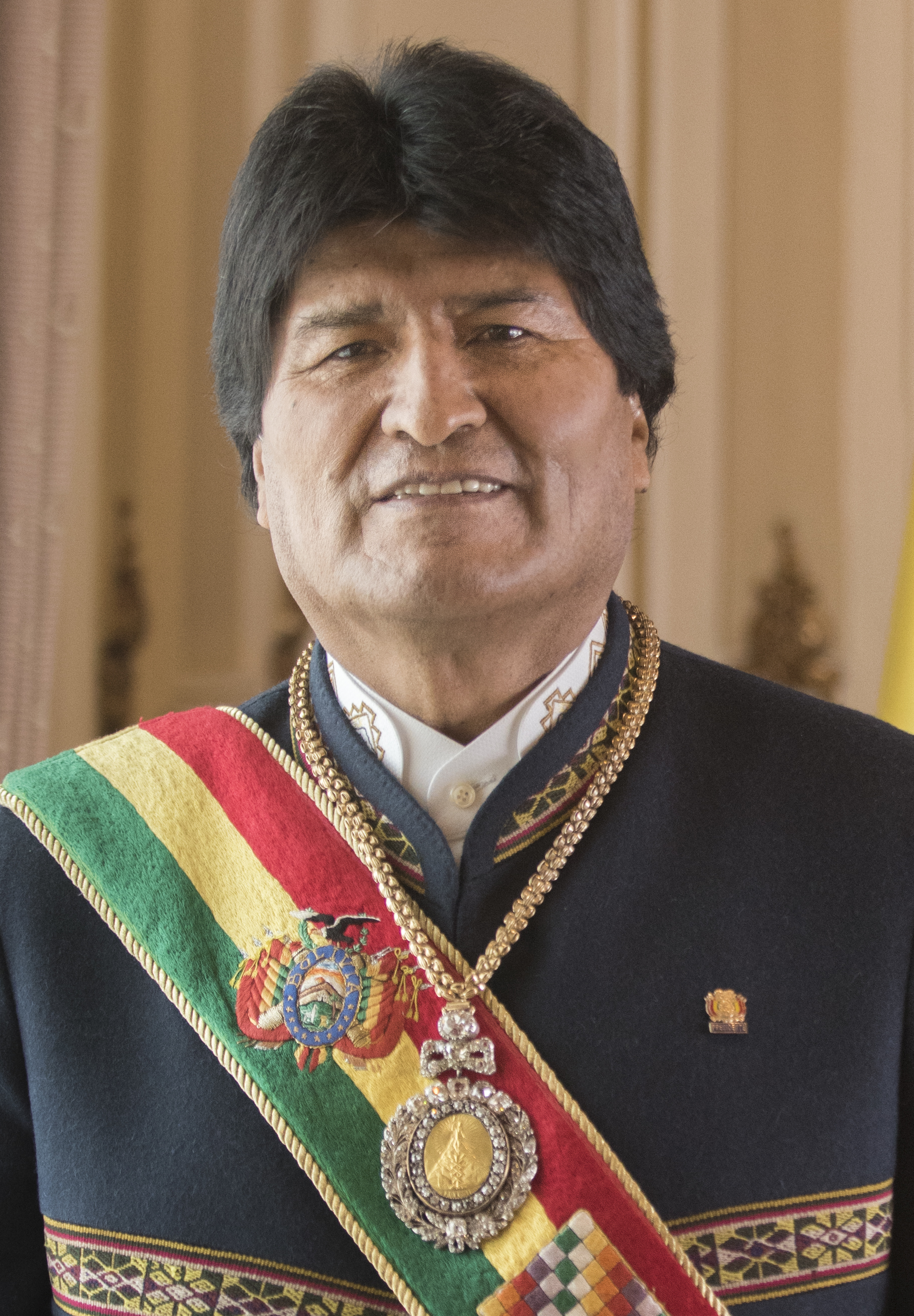
Evo Morales (2006–2019) Idade: 65 anos
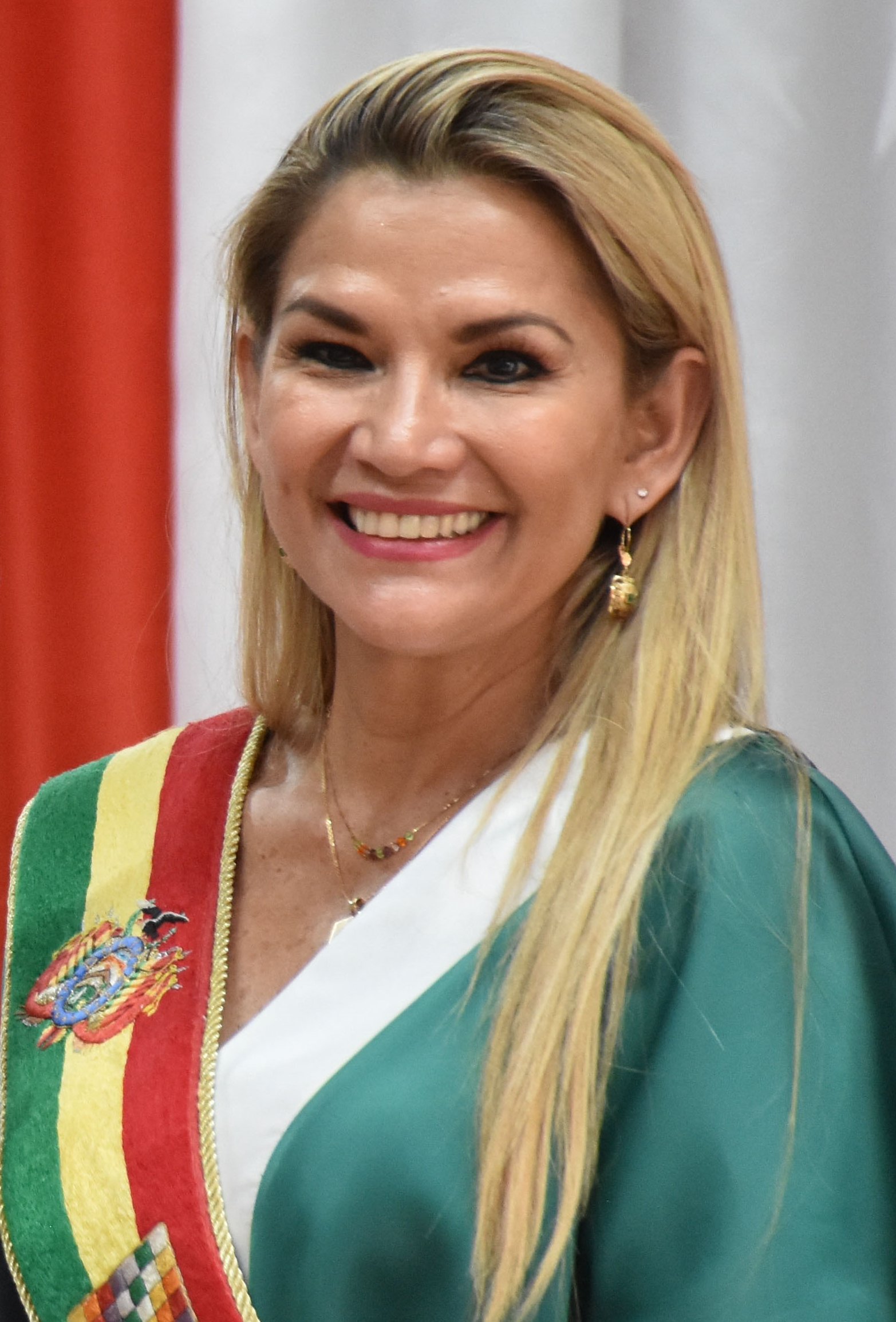
Jeanine Áñez (2019–2020) Idade: 58 anos